# Данко (певец)
Александр Валерьевич Фадеев (род. 20 марта 1969, Москва), известный под псевдонимом Данко — российский певец, композитор, автор песен, актёр, бизнесмен, бывший артист балета в Большом театре. Данко — псевдоним певца, придуманный продюсером Леонидом Гуткиным.

## Биография

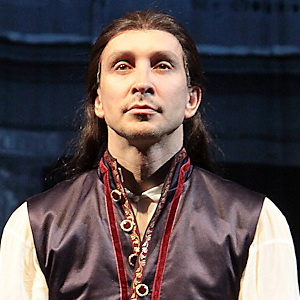
В роли виконта де Вальмона в спектакле «Вальмон. Опасные связи»

Александр Фадеев родился 20 марта 1969 года в Москве.
Мать — Елена Ильинская, педагог по вокалу, отец — Валерий Фадеев, учёный-физик.
В пятилетнем возрасте солировал в хоре имени Локтева Дворца пионеров. В десять лет он поступил в Хореографическую школу при Большом Театре. В 1995 году в конкурсе имени Сержа Лифаря в Сан-Франциско (США) получил Серебряную премию за номер, поставленный балетмейстером Сергеем Бобровым. По окончании училища в 1988 году был приглашён в труппу Большого театра, где в процессе работы посещал мастер-классы таких педагогов, как Асаф Мессерер, Галина Уланова, Марина Семёнова, Борис Акимов.
В 1990—2000 годах участвовал в основных репертуарных спектаклях Большого театра: «Спартак», «Лебединое озеро», «Щелкунчик», «Легенда о любви», «Каменный цветок», «Баядерка», «Жизель», «Золотой век», «Князь Игорь», и многие другие.
С января 2000 по декабрь 2005 год — заочное обучение в Российской Академии Театрального искусства (ГИТИС (РАТИ)) на Продюсерском факультете. По окончании получил специальность: менеджер-продюсер Театрально-концертного дела. Неоднократно участвовал в качестве модели в показах коллекций компаний с мировым именем, таких как Naf Naf, Diesel, Hugo Boss и др.
В 2013 году был постоянным экспертом в кулинарном шоу «Время обедать!» на 1 канале. А в ноябре того же года принял участие в этом шоу в качестве участника.
В 2015 году с партнёрами организовал компанию-производителя колбас и мясных деликатесов под маркой «Данко бифф».
В 2018 году избран муниципальным депутатом Совета депутатов поселения Десёновское города Москвы от партии «Единая Россия». На дату избрания работал художественным руководителем музея-заповедника «Кузьминки-Люблино».
В том же 2018 году переехал в Ялту.
В ноябре 2024 года вступил в добровольческое подразделение «Барс-Крым».
В 2025 году принял участие в шоу «Выживалити» на канале Пятница! и «Суперстар» на НТВ.

### Личная жизнь
Бывшая супруга — Татьяна Воробьёва, брак продлился 3 года (1999—2002).
Бывшая сожительница — модель Наталья Устюменко. В начале января 2004 года у них родилась дочь Софья, а 19 апреля 2014 года родилась вторая дочь, которую назвали Агатой. Девочке поставили диагноз ДЦП. В конце 2017 года певец заявил о расставании с Натальей. По её словам в 2018 году из "Инстаграма", Фадеев общается и помогает только старшей дочери Софии. Младшей Агате не помогает.
29 сентября 2011 года принял участие в качестве жениха в передаче «Давай поженимся».
Супруга — диджей и дизайнер Мария Силуянова (в отношениях с 2018 года, в официальном браке с января 2024 года). 12 сентября 2024 года у пары родился сын.

## Музыкальная карьера
Первые шаги в певческой карьере Александр Фадеев сделал, ещё, будучи солистом Большого театра. В тот же период он стал пробовать себя как композитор, сочиняя песни на стихи поэтов Серебряного века. Огромное влияние на артиста оказал его отчим, учёный-математик, известный бард Александр Суханов, автор колыбельной «Зелёная карета». Фадеев неоднократно выступал на концертах Суханова.
В конце 1990-х годов на одном из таких авторских вечеров необычный голос и яркий сценический образ Александра Фадеева привлёк внимание продюсера и музыканта Леонида Гуткина. Именно он придумал сценический псевдоним Данко и предложил ему записываться на его студии «КРЕМ Рекордс».
Успех первых нескольких песен превзошёл все ожидания, и было решено работать над альбомом с перспективой не только российского, но и международного релиза. Для работы над проектом был приглашён Йоаким Бьёрклунд из продюсерской команды TOEC, ставший сопродюсером Леонида Гуткина. К работе в Москве были привлечёны группа «Премьер-министр», Маша Кац, Игорь Бутман, Паштет (вокалист группы IFK). В процессе работы возникла идея записать сингл с солисткой группы «Army of Lovers», известной под именем Ла Камилла. Хит «Russians are Coming» ротировался в эфире европейских радиостанций. В результате их совместной работы был выпущен альбом «Данко 2000».
Основная «раскрутка» артиста велась в России. Первые два сингла «Московская ночь» и «Делай раз, делай два» ввели Данко в первую лигу модных эстрадных исполнителей, а песня «Малыш», неоднократно звучавшая в радиоэфире, положительно повлияла на его популярность. Песня стала одним из хитов эфира. Затем был записан совместный трек с группой «Премьер-министр».
В 2002 году по окончании контракта Данко расстался с продюсером Леонидом Гуткиным. В конце 2003 года вышел клип на песню «Пусть».
В 2004 году Данко выпустил альбом «Когда мужчина влюблён», где выступил как автор текстов и музыки большинства песен. Главным хитом альбома стала песня «Она» (муз. А. Фадеев, сл. А. Вулых).
В конце 2010 года певец выпустил «Альбом № 5». Диск подвергся критике на сайте NEWSmusic.ru, получив оценку 4 из 10. Наиболее удачными, по мнению критика сайта, Но было отмечено, оказались саундтрек из мюзикла «Мата Хари», который написал Алексей Киселёв и песня «Забыл», написанная тем же Ковалёвым.
В 2013 году вышел экспериментальный альбом «Точка невозврата», в котором, по словам певца, содержится «музыка, проза и поэзия, концептуально сплетённые воедино». Хитом альбома стала песня «Берег рай», на которую были выпущены два клипа (оригинал и ремикс).

## Театральные работы

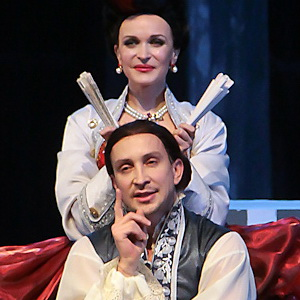
Александр Фадеев в роли Виконта де Вальмона в спектакле «Вальмон. Опасные связи»

Александр Фадеев принял предложение режиссёра театра МГУ «МОСТ» Евгения Славутина сыграть роль в его спектакле в качестве драматического актёра. Фадеев исполнил главные роли в спектаклях театра «Аэропорт» и «Я с нею познакомлюсь» («Дон Гуан»).
Играл в спектакле «Девушки Битлз» в главной роли в Театре киноактёра.

## Актёрские работы
Снимался в ряде сериалов, среди которых «Пуля-дура», «Одноклассницы» (другое название — «Право на счастье»), «„Алиби“ на двоих», «Обручальное кольцо» и другие. В фильме режиссёра-постановщика Дмитрия Фикса «Московский жиголо» сыграл одну из главных ролей (партнёрами по фильму стали Сергей Горобченко и Олеся Судзиловская).
В январе 2009 года состоялась премьера мюзикла «Мата Хари» в постановке режиссёра Евгения Гинзбурга на музыку Алексея Киселёва. Партнёрами по мюзиклу стали такие актёры, как Эммануил Виторган, Владимир Качан, актрисы Теона Дольникова и Валерия Ланская.

## Дискография

#### Студийные альбомы
- 2000 — Данко (выпущен 01.03.2000)
- 2001 — Мой талисман
- 2001 — Дон Жуан DE LuX
- 2004 — Когда мужчина влюблён
- 2010 — Альбом № 5
- 2013 — Точка невозврата
- 2013 — Синглы (EP)

### Синглы
- 1999 — Russians R Coming (макси-сингл)

#### Сборники
- 2009 — The Best
- 2014 — The Best, Part 1,2,3 (фактическое переиздание первых 4-х альбомов)

## Клипы
- Московская ночь (1999)
- Малыш (2000)
- Делай раз, делай два (2000)
- Первый снег декабря (2000)
- Три спасибо (2001)
- Ты меня разлюбила (Я хочу быть с тобой) (2001)
- Неправильный день (2003)
- Мама (2003)
- Пусть (2003)
- Она (2004)
- Плачет осень (2004)
- Облака (2006)
- Ломаная линия (2009)
- Берег рай (2013)
- Берег рай remix (2013)
- Берег рай feat Cubetonic (2023)
- Спасибо (2024)